# Battezone
Battezone – nazwa grosza florenckiego z lat 1503–1504, ukazującego chrzest Jezusa przez św. Jana Chrzciciela. Od przedstawienia tego pochodzi nazwa monety (wł. battezzare - "chrzcić").